# Monte Cristo grófja (film, 2024)
A Monte Cristo grófja (eredeti cím: Le Comte de Monte-Cristo) 2024-ben bemutatott francia történelmi kaland-filmdráma, melyet Matthieu Delaporte, valamint Alexandre de La Patellière írt és rendezett. A forgatókönyv alapjául Alexandre Dumas azonos című 1844-es regénye szolgált. A címszerepben Pierre Niney látható.
Világpremierje 2024. május 22-én volt a cannes-i fesztiválon, ahol versenyen kívül mutatták be. Jegyeladási és kritikai szempontból is sikert aratott, nemzetközi szinten több mint 70 millió dolláros bevétellel.

## Cselekmény
Miután barátai elárulják és egy korrupt bíró életfogytig tartó börtönbüntetésre ítéli, Edmond Dantès tengerész bosszút esküszik. A börtönből megszökve vagyonra tesz szert és Franciaországba visszatérve Monte Cristo grófja néven mutatkozik be. Új identitásán keresztül megkezdi bosszúhadjáratát árulói ellen.

## Szereplők
- Pierre Niney – Edmond Dantès (magyar hangja Szatory Dávid)[4]
- Bastien Bouillon – Fernand de Morcerf
- Anaïs Demoustier – Mercédès Herrera
- Anamaria Vartolomei – Haydée
  - Amaya Ducellier – Haydée fiatalon
- Laurent Lafitte – Gérard de Villefort
- Pierfrancesco Favino – Faria abbé
- Patrick Mille – Danglars
- Vassili Schneider – Albert de Morcerf
- Julien de Saint Jean – Andrea
- Marie Narbonne – Eugénie Danglars
- Bernard Blancan – Louis Dantes

## Fordítás
- Ez a szócikk részben vagy egészben  a   The Count of Monte Cristo (2024 film) című angol Wikipédia-szócikk ezen változatának fordításán alapul.  Az eredeti cikk szerkesztőit annak laptörténete sorolja fel. Ez a jelzés csupán a megfogalmazás eredetét és a szerzői jogokat jelzi, nem szolgál a cikkben szereplő információk forrásmegjelöléseként.